# Эчеверрия Руис, Бернардино
Бернардино Эчеверрия Руис (исп. Bernardino Echeverría Ruiz; 12 ноября 1912, Котакачи, Эквадор — 6 апреля 2000, Кито, Эквадор) — эквадорский кардинал, францисканец. Епископ Амбато с 23 октября 1949 по 10 апреля 1969. Архиепископ Гуаякиля с 10 апреля 1969 по 7 декабря 1989. Кардинал-священник с титулом церкви Санти-Нерео-эд-Акиллео с 26 ноября 1994.